# Wilson Raj Perumal

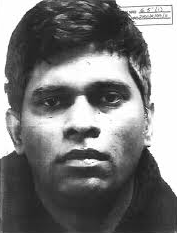
Wilson Raj Perumal, 2014

Wilson Raj Perumal (* 31. Juli 1965) ist ein singapurischer Spielmanipulator.

## Leben und Wirken
Perumal ist wegen der Beteiligung an mehreren Spielmanipulationssystemen angeklagt, wie Asiagate (2007–2009) und dem finnischen Spielmanipulationsskandal (2008–2011). Das erste Mal inhaftiert wurde er im Jahr 1995 in Singapur wegen Spielmanipulation. Im selben Jahr reiste er im Namen eines singapurischen Spielmanipulationsbosses nach England um zwei FA-Cup-Spiele zu manipulieren. Seiner Autobiografie zufolge versuchten dabei er und sein Partner, Ian Bennett, den Torhüter von Birmingham City und Dmitri Charin, den Torhüter von Chelsea London zu bestechen. Beides misslang.
Im Februar 2011 wurde Perumal in Finnland verhaftet und zu zwei Jahren Gefängnis verurteilt. Er saß ein Jahr seiner Haftstrafe ab und wurde anschließend an Behörden in Ungarn übergeben.
Während seiner Zeit im finnischen Gefängnis sprach er mit finnischen Behörden und enthüllte die Existenz eines globalen Spielmanipulationsnetzwerks aus Singapur.
Er veröffentlichte eine Autobiografie über seine Jahre als Spielmanipulierer mit dem Titel Kelong Kings. Das Buch wurde gemeinsam mit den Enthüllungsjournalisten Alessandro Righi und Emanuele Piano verfasst und am 28. April 2014 veröffentlicht. In dem Buch behauptet er unter anderem, dass sich Nigeria und Honduras nur für die Fußball-Weltmeisterschaft 2010 qualifizieren konnten, weil er ihre Qualifikationsspiele manipuliert hat und dass er auch Wettbewerbe bei den Olympischen Sommerspielen 1996 in Atlanta und bei den Olympischen Sommerspielen 2008 in Peking manipuliert hat. Das Buch enthüllte außerdem komplizierte Details über die Manipulation von freundschaftlichen Aufwärmspielen im Rahmen der Fußball-WM 2010. Die Enthüllungen wurden von einem Bericht der FIFA bestätigt, Auszüge aus ihm erschienen in der New York Times, einen Monat nach der Veröffentlichung des Buches.

## Publikationen
- Wilson Raj Perumal, Alessandro Righi, Emanuele Piano: Kelong Kings: Confessions of the world's most prolific match-fixer. Invisible Dog Classics, Wilson Raj Perumal, Budapest 2014, ISBN 978-963-08-9122-6.